# Porrhomma cavernicola
Porrhomma cavernicola là một loài nhện trong họ Linyphiidae.
Loài này thuộc chi Porrhomma. Porrhomma cavernicola được Eugen von Keyserling miêu tả năm 1886.